# Conflict
Conflict är ett NES-spel från 1989. Spelet är ett krigsspel med sexhörningsbaserade kartor, där man som befälhavare skall leda sina styrkor till seger. Arméerna är baserade på dåtidens Nato och Warszawapakten.

### Fotnoter
1. 1 2 3 4 5 6  ”Release information” (på engelska). Gamefaqs. 17 mars 1989. Arkiverad från originalet den 1 januari 2010. https://web.archive.org/web/20100101222302/http://www.gamefaqs.com/console/nes/data/587197.html. Läst 20 maj 2015.
2. ↑  ”Conflict” (på engelska). Mobygames. 17 mars 1989. http://www.mobygames.com/game/nes/conflict_. Läst 20 maj 2015.